# Nipponeurorthus pallidinervis
Nipponeurorthus pallidinervis is een insect uit de familie van de Nevrorthidae, die tot de orde netvleugeligen (Neuroptera) behoort. 
Nipponeurorthus pallidinervis is voor het eerst wetenschappelijk beschreven door Nakahara in 1958.